# Labib Mahmoud
Hani Labid Mahmoud (ur. 25 sierpnia 1907) – egipski piłkarz, reprezentant kraju. Podczas kariery występował na pozycji napastnika.

## Kariera klubowa
Podczas kariery piłkarskiej Labib Mahmoud występował w klubie Al-Ahly Kair.

## Kariera reprezentacyjna
Labib Mahmoud występował w reprezentacji Egiptu w latach trzydziestych. W 1934 roku uczestniczył w mistrzostwach świata. Na mundialu we Włoszech był rezerwowym i nie wystąpił w przegranym 2-4 spotkaniu I rundy z Węgrami. W 1936 roku uczestniczył w igrzyskach olimpijskich w Berlinie. Wystąpił w przegranym 1-3 spotkaniu I rundy z Austrią.